# الینا گروسو
الینا گروسو (اوکراینی: Аліна Ґросу؛ زادهٔ ۸ ژوئن ۱۹۹۵) خواننده اهل اوکراین است.